# Viscount Tenby

Wappen der Viscounts Tenby

Viscount Tenby, of Bulford in the County of Pembroke, ist ein erblicher britischer Adelstitel in der Peerage of the United Kingdom.
Der Titel wurde am 12. Februar 1957 für den liberalen Politiker Gwilym Lloyd George, den zweiten Sohn des letzten liberalen Premierministers David Lloyd George geschaffen. Dieser war mehrere Jahre Staatssekretär und Minister insbesondere unter Churchill, zuletzt Innenminister, gewesen.
Als männlicher Abkömmling in gerader Linie steht der jeweilige Viscount auch nachrangig in der Erbfolge für die Titel, die David Lloyd George verliehen wurden, nämlich Earl Lloyd-George of Dwyfor und dessen nachgeordneten Titel Viscount Gwynedd.

## Liste der Viscounts Tenby (1957)
- Gwilym Lloyd George, 1. Viscount Tenby (1894–1967)
- David Lloyd George, 2. Viscount Tenby (1922–1983)
- William Lloyd George, 3. Viscount Tenby (1927–2023)
- Timothy Lloyd George, 4. Viscount Tenby (* 1962)

Aktuell existiert kein Titelerbe.